# زومانا كوني
زومانا كوني (بالفرنسية: Zoumana Koné)‏ هو لاعب كرة قدم إيفواري من مواليد 22 أكتوبر 1991، بشغل مركز مهاجم بنادي حسنية أغادير.

## إنجازات شخصية
- 2013-2012: ثاني أفضل هداف في الدوري الإيفواري.
- 2014-2013: هداف الدوري المغربي مناصفة مع زهير نعيم (11 هدف) .

## روابط خارجية
- زومانا كوني على موقع قاعدة بيانات كرة القدم.إي يو (الإنجليزية)
- زومانا كوني على موقع Soccerway.com (الإنجليزية)
- زومانا كوني على موقع كووورة

- معلومات زومانا كوني على موقع footballdatabase.eu